# Чулуту
42°50′39″ пн. ш. 112°35′46″ сх. д. / 42.844166666667° пн. ш. 112.59611111111° сх. д.
Чулуту (кит. 楚鲁图站, пін. Chǔlǔtú Zhàn) — залізнична станція в КНР, розміщена на Цзінін-Ерляньській залізниці між станціями Сайхан-Тала і Гоербеньаобао.
Розташована в хошуні Сунід – Правий стяг (аймак Шилін-Гол, автономний район Внутрішня Монголія). Відкрита в 1954 році.